# آر أن إيه نويي صغير

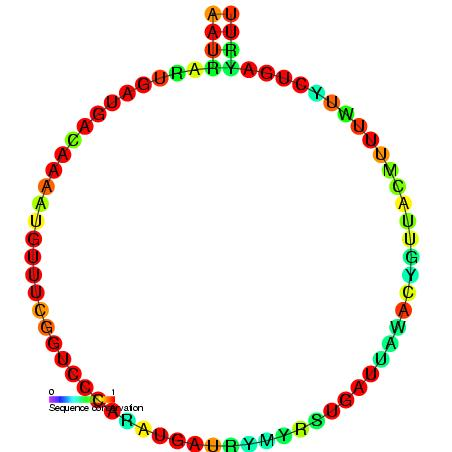
مثال على نوع من الآر إن إيه الصغير النويوي (SNORD73. from Rfam database)

الحمض النووي الريبوزي (الآر إن إيه) الصغير النويوي، أو النويِّي (أي الموجود في نوية الخلايا حقيقية النواة، وجسم كاخال في النواة ) (بالإنجليزية:  Small nucleolar RNA, أو snoRNA)‏ ، هو نوع من أنواع الآر إن إيه الغير مشفِّرة (non-coding RNA) التي تتصف بصغر سلسلتها النيوكليوتيدية (Small RNAs). تلعب هذه الجزيئات دورا مهما في النشوء الحيوي لباقي أنواع الحمض النووي الريبوزي، حيث تقوم بتعديلات كيميائية لكلل من الحمض النووي الريبوسومي (حمض نووي ريبوزي ريبوسومي)، الحمض النووي الريبوزي النقال (حمض نووي ريبوزي ناقل)، والآر إن إيه الصغير النووي (آر أن إيه نووي صغير).